# SpaceForest
SpaceForest – polskie przedsiębiorstwo z siedzibą w Gdyni, specjalizujące się tworzeniem rozwiązań z zakresu technologii rakietowych, techniki mikrofalowej, elektroniki oraz sztucznej inteligencji.Odpowiedzialne za zaprojektowanie i start największej polskiej rakiety suborbitalnej „Perun”.
Celem przedsiębiorstwa jest stworzenie w 100% odzyskiwalnej rakiety napędzanej ekologicznymi paliwami, mogącej wynosić komercyjny ładunek użyteczny o wadze 50 kilogramów na wysokość do 150 kilometrów n.p.m..
Firma rozpoczęła swoją działalność w Pomorskim Parku Naukowo-Technologicznym w Gdyni, gdzie projektowała prototypy – m.in. serię rakiet suborbitalnych „Bigos”.
Na potrzeby projektu Perun przedsiębiorstwo pomiędzy rokiem 2018 a 2020 opracowało serię silników hybrydowych serii SF zasilanych parafiną w formie stałej oraz podtlenkiem azotu w roli ciekłego utleniacza.